# Вулиця Стуса (Броди)
Ву́лиця Сту́са — одна з центральних вулиць м. Броди, Львівської області. Починається від площі Ринок та прямує до майдану Свободи.
Прилучаються вулиці Вірменська, Столяр, Щурата.

## Назва
За свою історію вулиця не одноразово змінювала свою назву. Так упродовж XVII—XIX століть вулиця складалася з двох ділянок, що мали окремі назви. Так ділянка від площі Ринок й до костелу — була вулиця Костельна, а від костелу й до парку Райківка — вулиця Парафіяльна Велика. Вулиця Костельна зберегла свою назву до закінчення другої світової війни, а вулиця Парафіяльна Велика наприкінці XIX століття перейменована на вулицю Коженьовського, на честь відомого польського письменника, драматурга, педагога Юзефа Коженьовського, а від 1944 року іменувалася вулицею Сталіна, на честь радянського диктатора Йосипа Сталіна. Після смерті диктатора у 1953 році та розвінчання його культу особи по усьому колишньому Союзу почалася хвиля перейменувань об'єктів, названих на його честь. Не оминуло це й Броди, так у середині 1950-х років вулиця Сталіна перейменована на вулицю Ломоносова, на честь російського вченого-натураліста Михайла Ломоносова. 1991 року рішенням Бродівської міської Ради народних депутатів вулицю названо на честь видатного українського поета, перекладача, прозаїка, правозахисника Василя Стуса.

## Забудова
В архітектурному ансамблі вулиці Стуса переважають модерн, конструктивізм та віденська сецесія. Забудова друга половина XIX — перша половина XX століття. Декілька кам'яниць на вулиці Стуса внесені до Реєстру пам'яток архітектури місцевого значення.
№ 5. Кам'яниця Шнеля
 Пам'ятка архітектуримісцевого значення № 1755-м
Будинок споруджений наприкінці XIX століття відомим на той час броварем зі Старих Бродів Артуром Шнелем.
№ 6. Житловий будинок початку XIX століття
 Пам'ятка архітектуримісцевого значення № 1756-м
Двоповерховий житловий будинок на розі нинішніх вулиць Вірменської та Стуса зведений початку XIX століття у стилі неокласицизму.
№ 9. Церква Воздвиження Чесного Животворящого Хреста
 Пам'ятка архітектуримісцевого значення № 2865-м
Церква Воздвиження Чесного Животворящого Хреста споруджена коштом Олександра Конєцпольського у 1596 році, як Костел Воздвиження Чесного Животворящого Хреста. Діяв до 1946 року, пізніше у приміщенні храму містилася спортивна школа. На початку 1990-х років храм передано греко-католицькій громаді міста, а згодом освячено як церкву Воздвиження Чесного Животворящого Хреста.
№ 12 — двоповерхова кам'яниця, в якій за Польщі містилася єврейська приватна початкова школа імені барона Гірша. У цій школі у 1901—1905 роках навчався відомий австрійський поет єврейського походження Йозеф Рот.
№ 16 — одноповерхова будівля початку ХХ століття, до якої вже у наш час добудовано другий поверх. Тут у першій чверті XX століття містилася одна з крамничок «паперового магната» Владислава Коциана, що спеціалізувалася на реалізації паперу, канцтоварів, газет, листівок, тощо. Вона діяла до початку другої світової війни та під час німецької окупації Бродів.
№ 20 — перша міська пожежна служба.
№ 22 — будівля колишнього суду. Нині за цією адресою розташований Відділ освіти Бродівської РДА.
№ 22а — у цій будівлі міститься КП «Бродиводоканал».
№ 24 — міський кінотеатр імені М. Горького, відкритий у 1950 роках, який мав два зали, розрахованих загалом на 400 глядачів. На початку 1990-х років кінотеатр отримав назву «Галичина» і відтоді перебуває у підпорядкуванні відділу культури і туризму Бродівської РДА, але вже понад два десятиліття не працює, а деякі приміщення кінотеатру перебувають в оренді приватних підприємців. На початку червня 2012 року на першому поверсі будівлі відкрився сучасний 3D кінотеатр «Прем'єра», розрахований на 25 глядачів.
Наріжні будинки сучасної вулиці Стуса від площі Ринок знищені під час другої світової війни. Залишки кам'яниць були розібрані, а на їх місці у радянські часи стояли дощки пошани — стенди з іменами і світлинами передовиків виробництва Бродівського району.

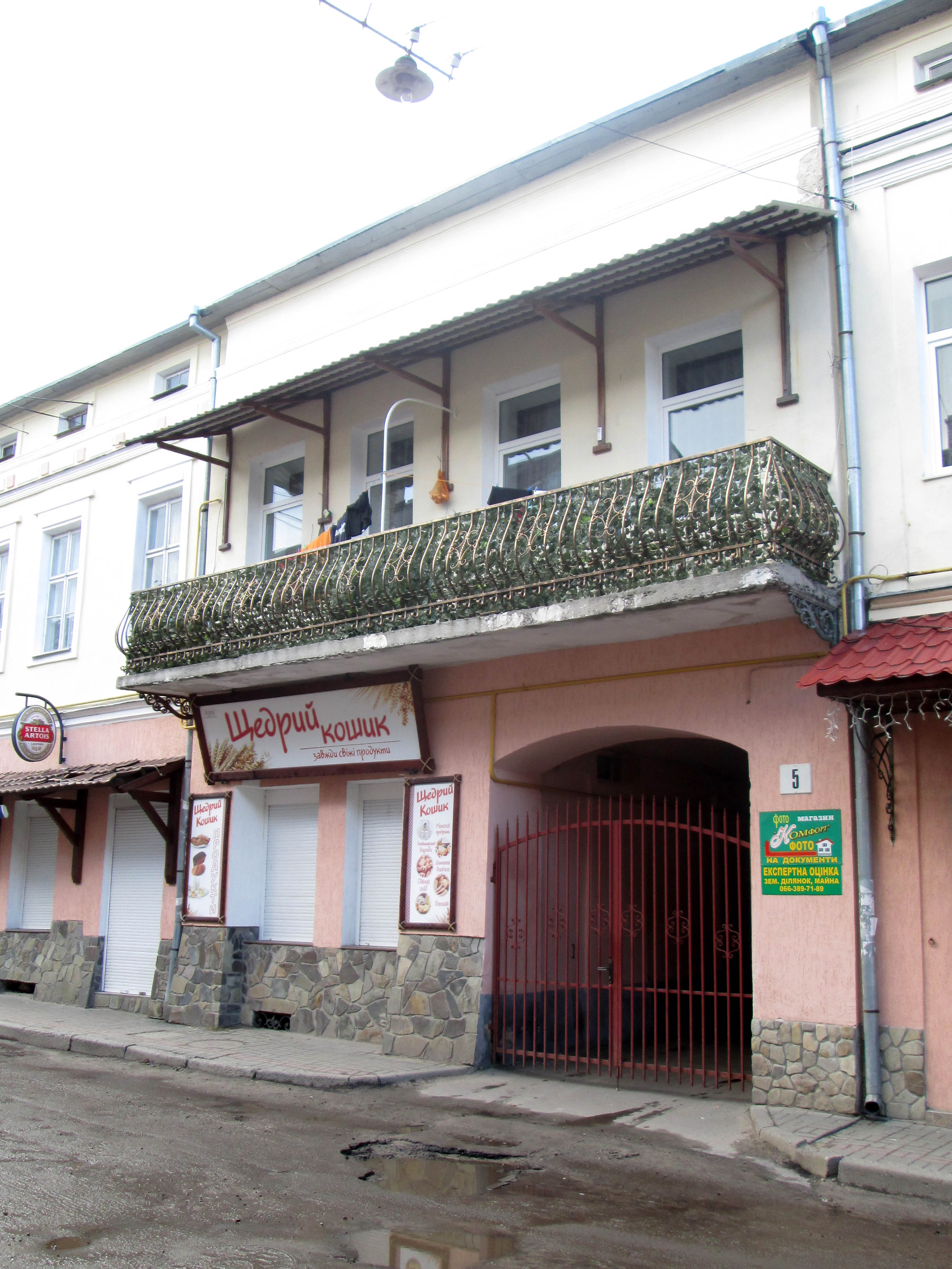
Кам'яниця Артура Шнеля (вул. Стуса, 5)
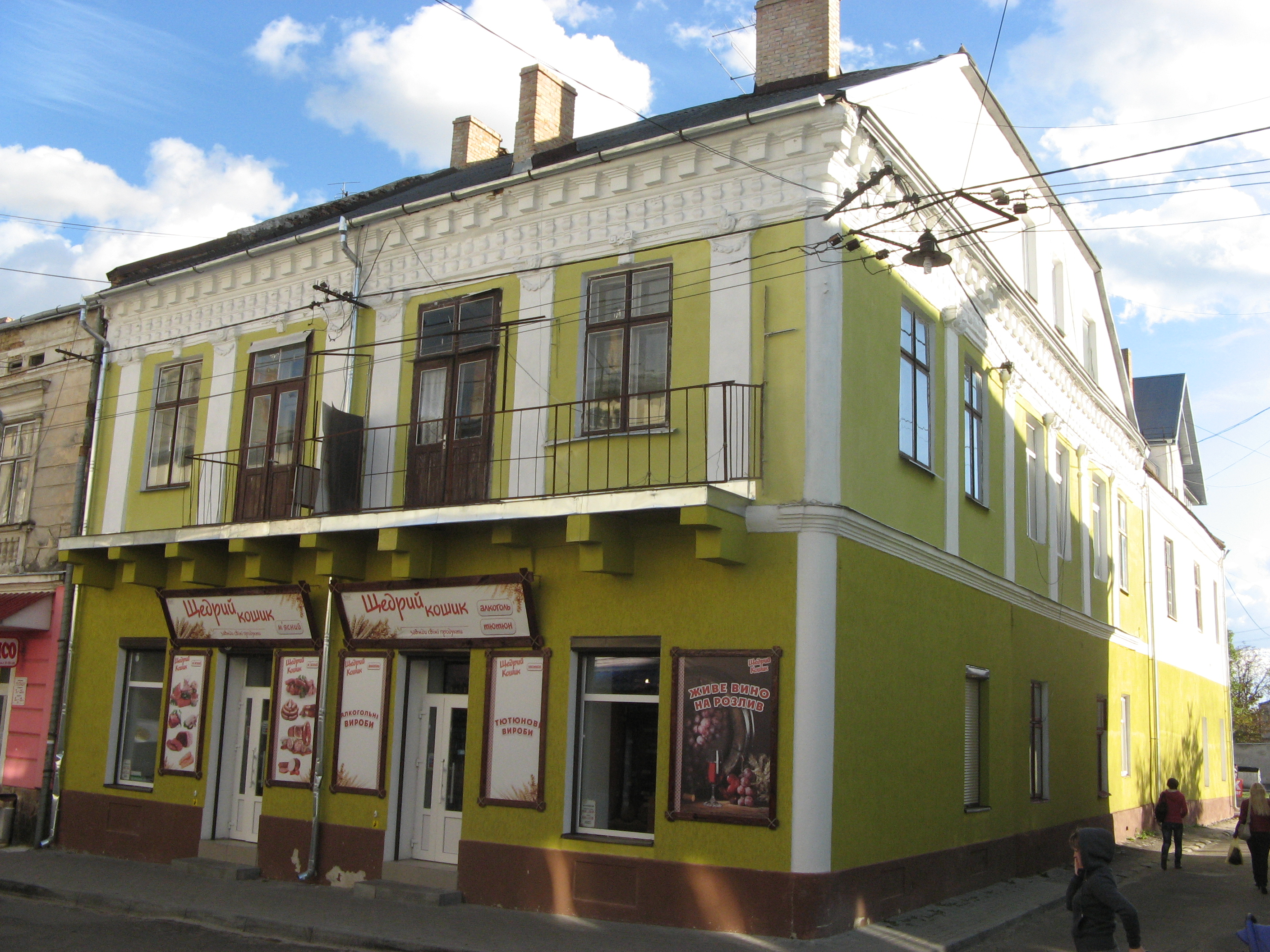
Житловий будинок (вул. Стуса, 6)
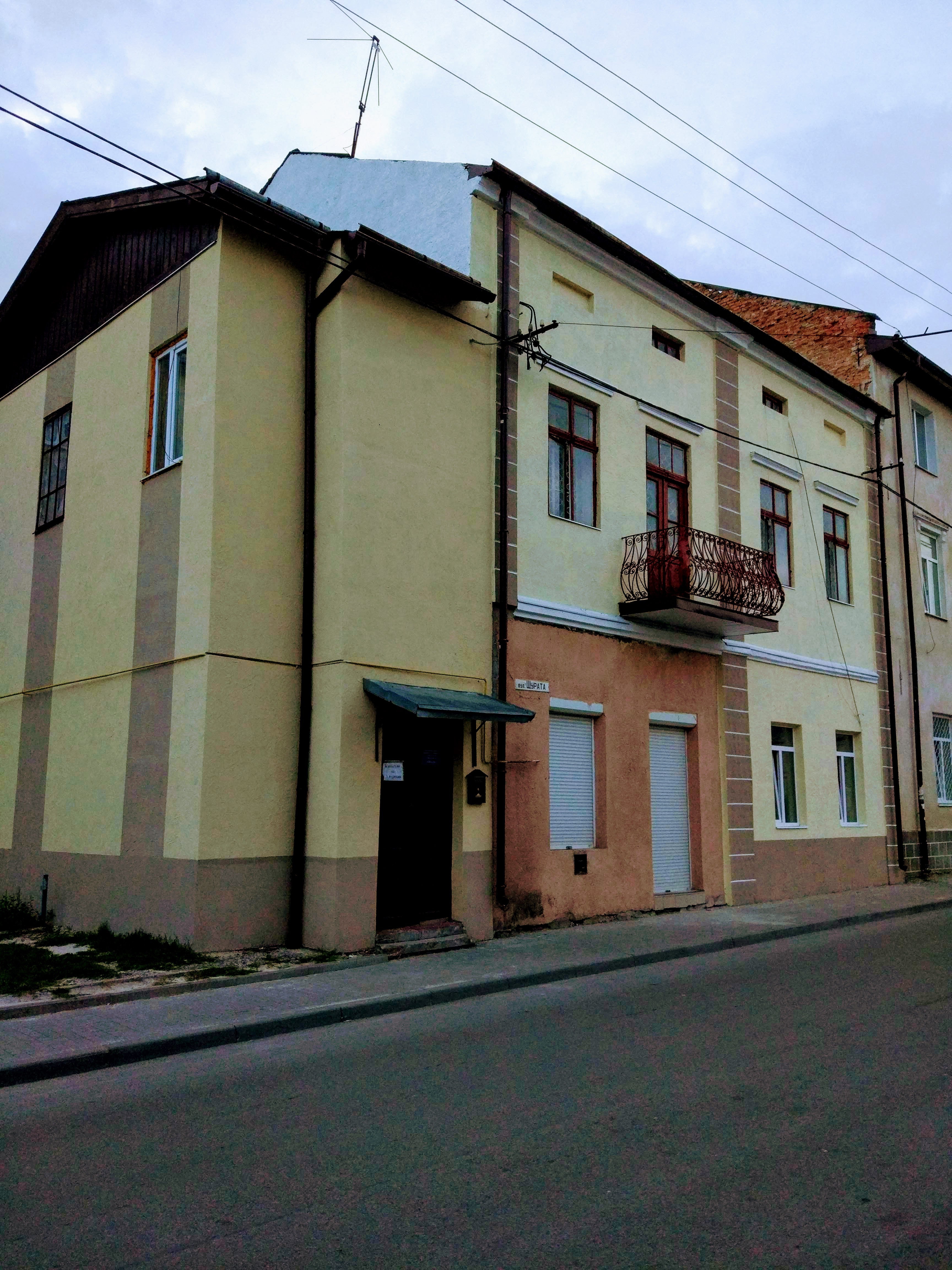
Кам'яниця початку XIX ст. (вул. Стуса, 7а)
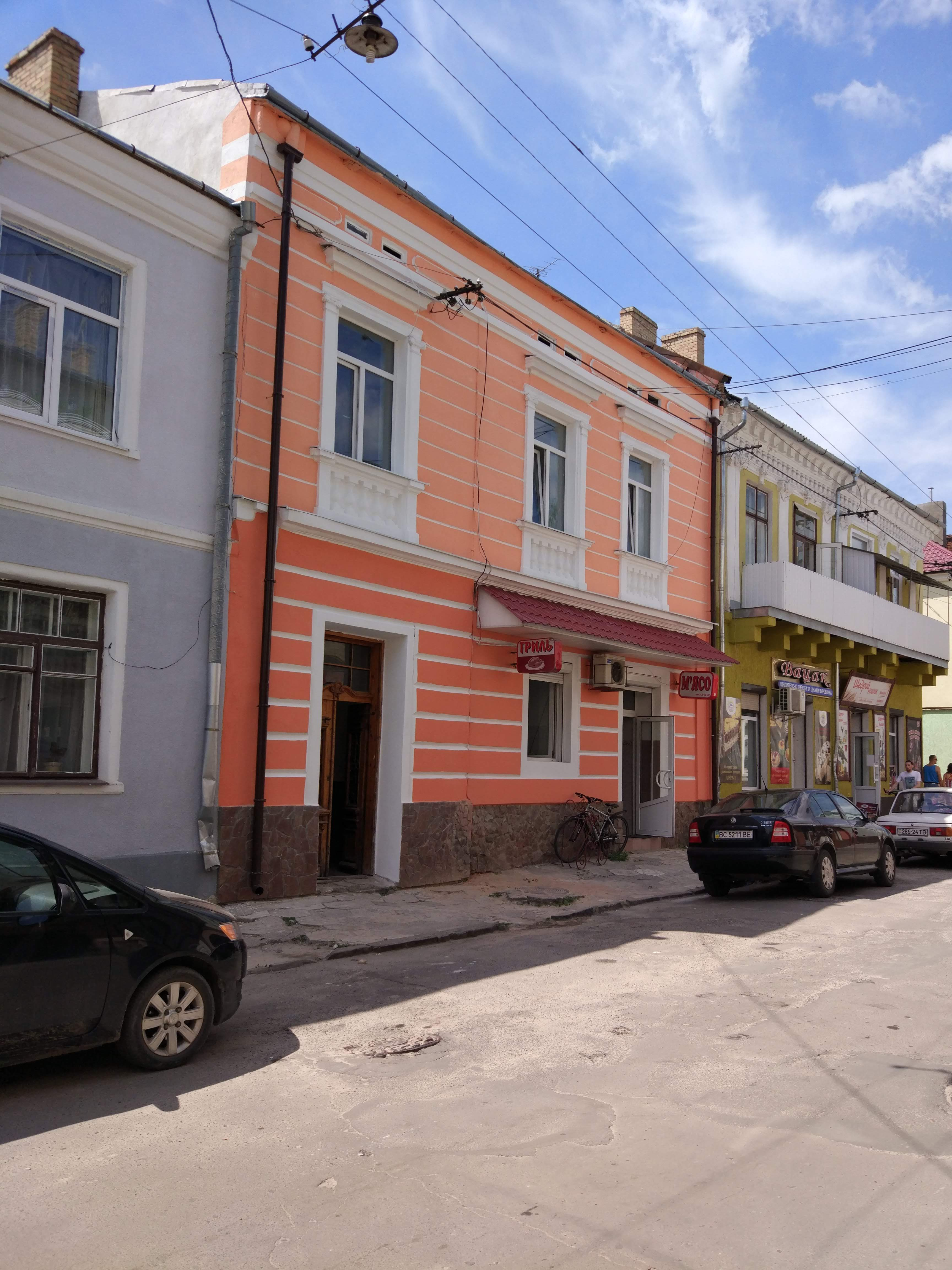
Житловий будинок (вул. Стуса, 8)
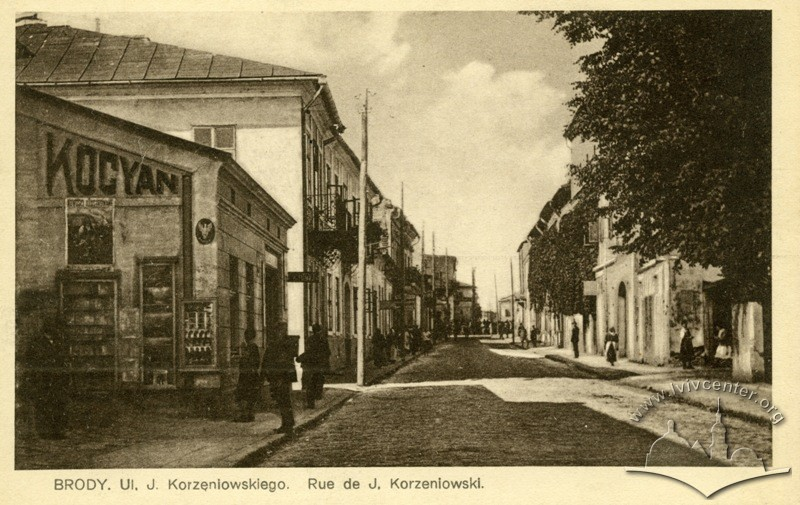
Крамниця Владислава Коциана (вул. Стуса, 16)
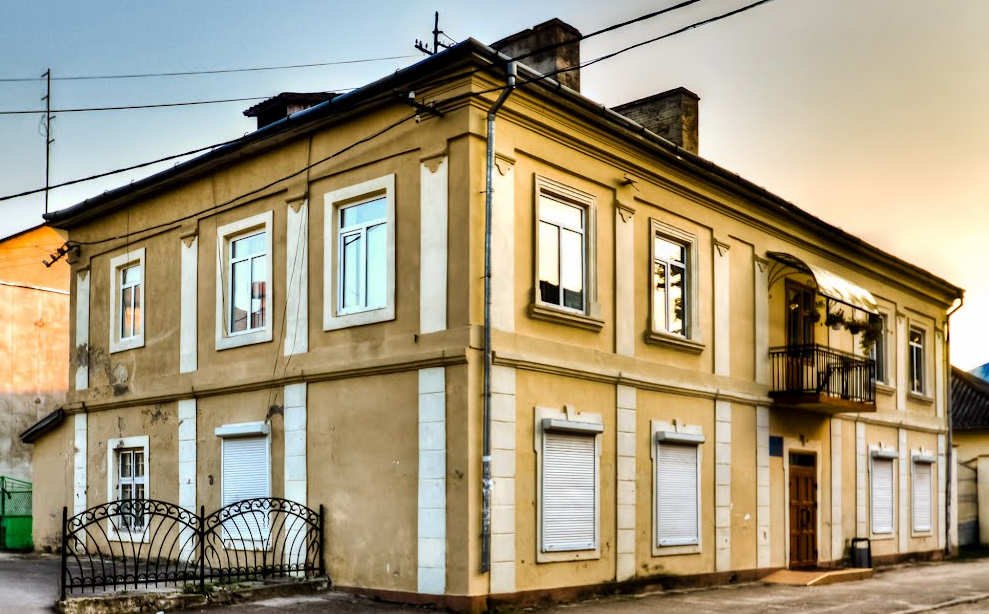
Будівля колишнього суду (вул. Стуса, 20)
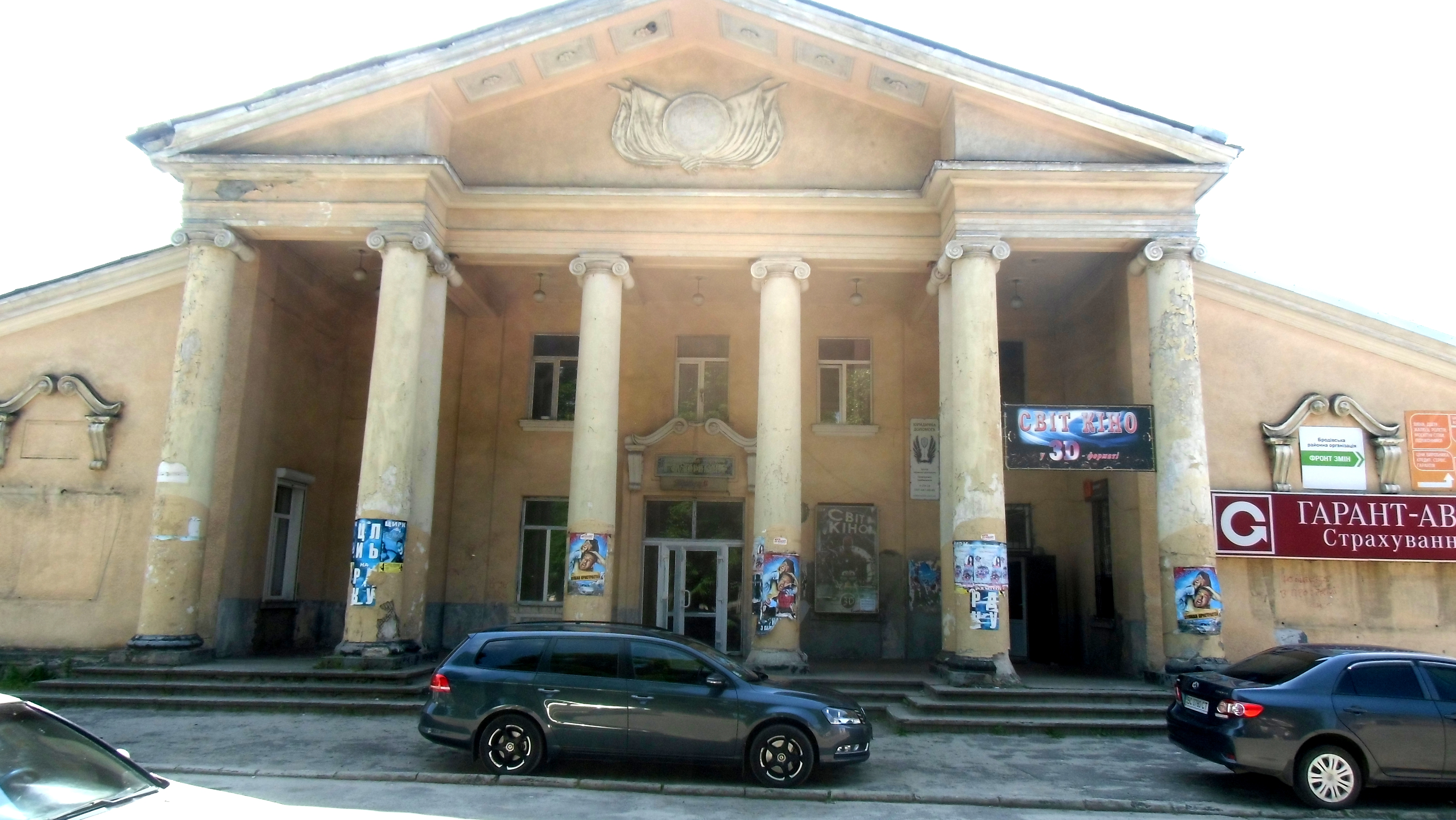
Міський кінотеатр (вул. Стуса, 24)
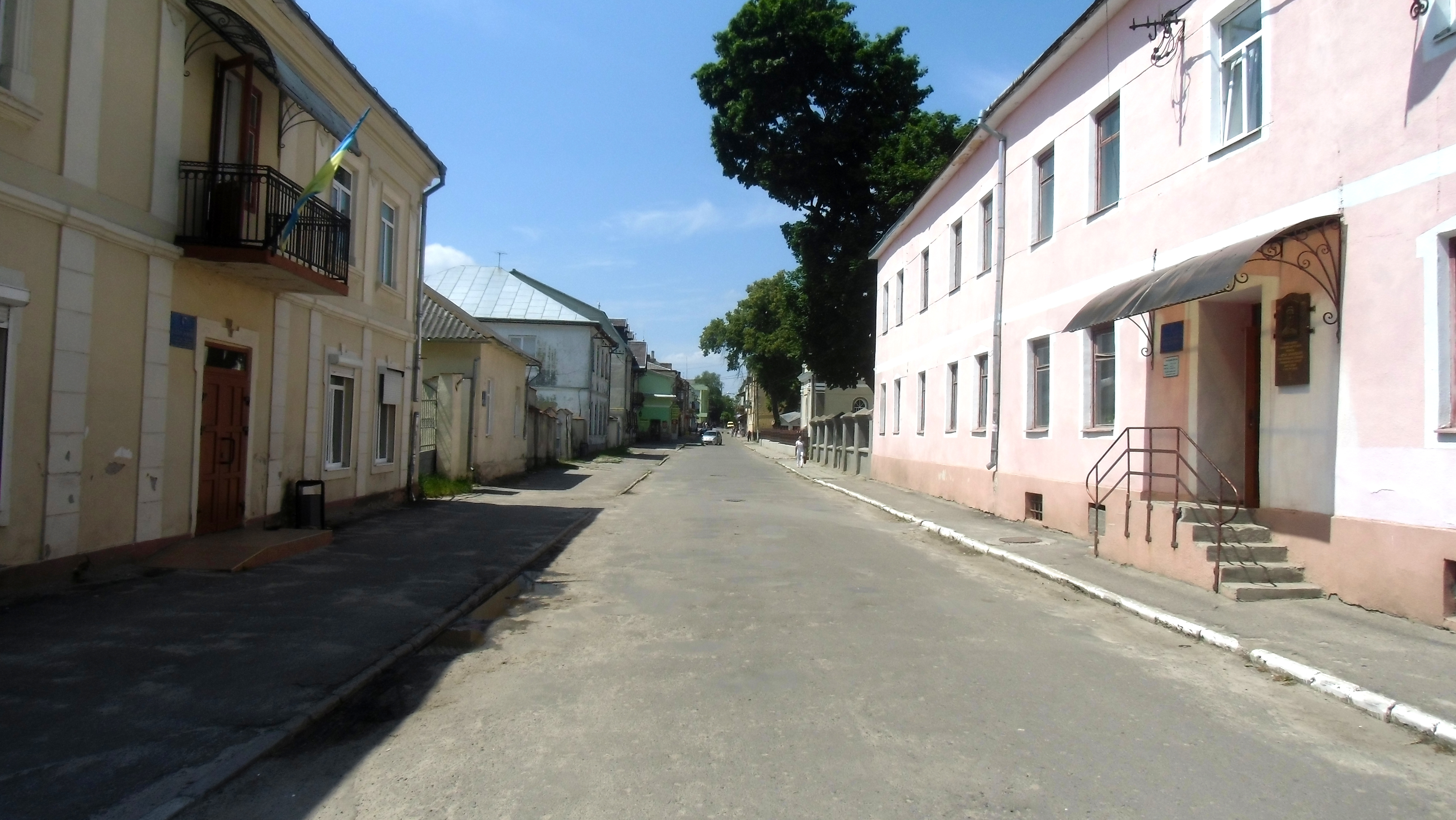
Вигляд з Майдану Свободи
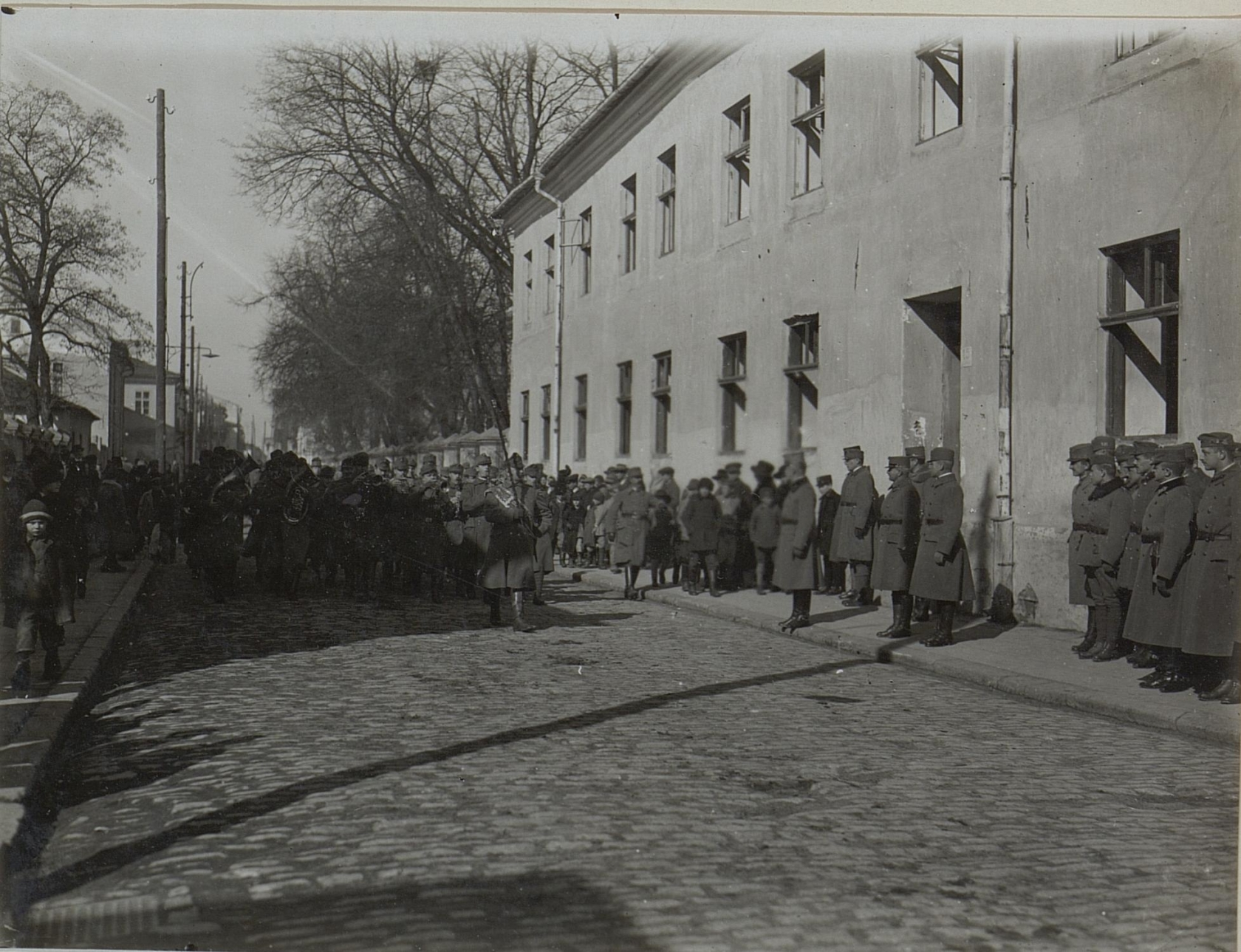
Вигляд з Майдану Свободи під час першої світової війни

## Пам'ятники, меморіальні таблиці
- Меморіальна таблиця о. Адріану Зафійовському, греко-католицькому священику, громадському діячеві, катехиту шкіл міста Броди (1908—1944), встановлена на фасаді будівлі Бродівської центральної районної бібліотеки (вхід від вул. Стуса). Відкриття та освячення таблиці відбулося 29 квітня 2012 року.

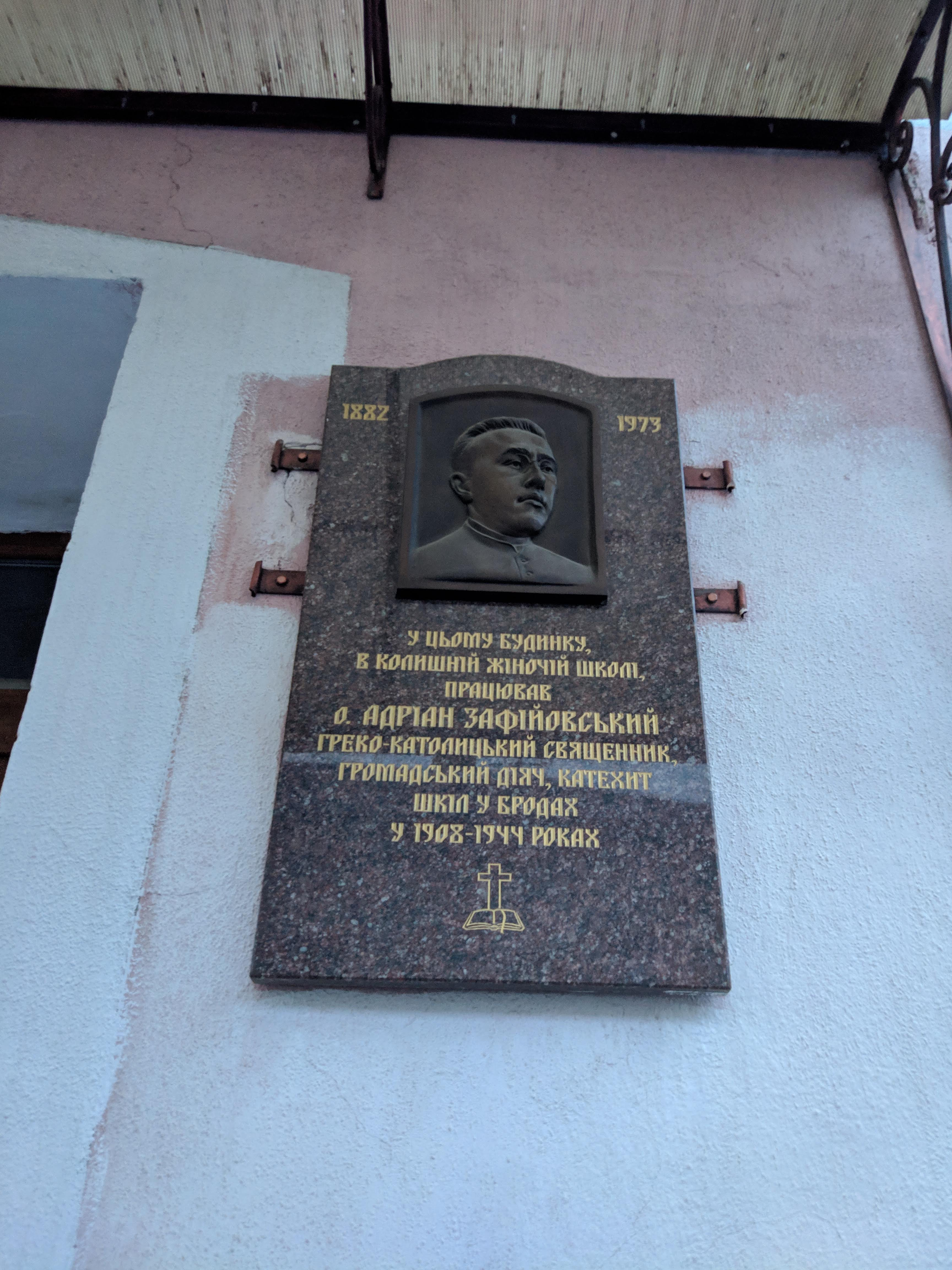
Меморіальна таблиця о. Адріану Зафійовському